# Westgate Las Vegas Resort & Casino
Das Westgate Resort & Casino (ehemals The International Hotel, Las Vegas Hilton & ehemals LVH-Las Vegas Hotel & Casino) ist ein Casino und Hotel in Winchester und liegt im Norden des Las Vegas Strip. Es wird von Westgate Resorts betrieben. Das Westgate hat 2956 Zimmer und 305 Suiten. Neben dem Hotelkomplex befindet sich ein 19.000 m² großes eigenes Kongresszentrum. Die Las Vegas Monorail hält am Hotel. Das Hotel wird exklusiv am Ende des Films „Over the Top“ (von 1987) erwähnt. Zudem ist dieses Hotel Schauplatz im 1971er Bondfilm Diamonds Are Forever mit Sean Connery. Am 10. Februar 1981 gab es im Hotel ein Feuer, bei dem acht Menschen ums Leben kamen. Bekanntheit erlangte das Hotel auch durch die vielen Auftritte von Elvis Presley in den 70er Jahren.

## Bildergalerie

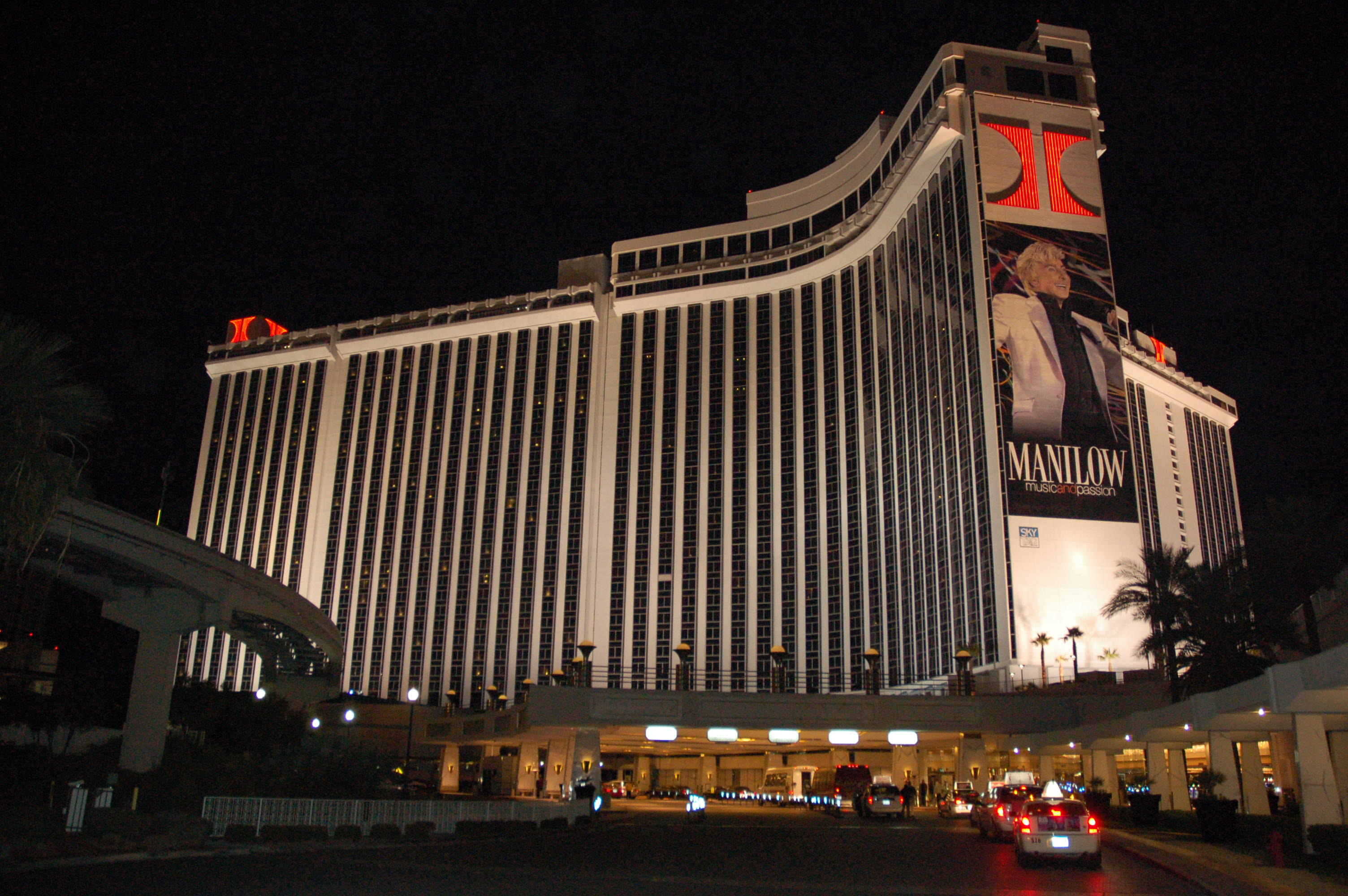
Das LVH bei Nacht
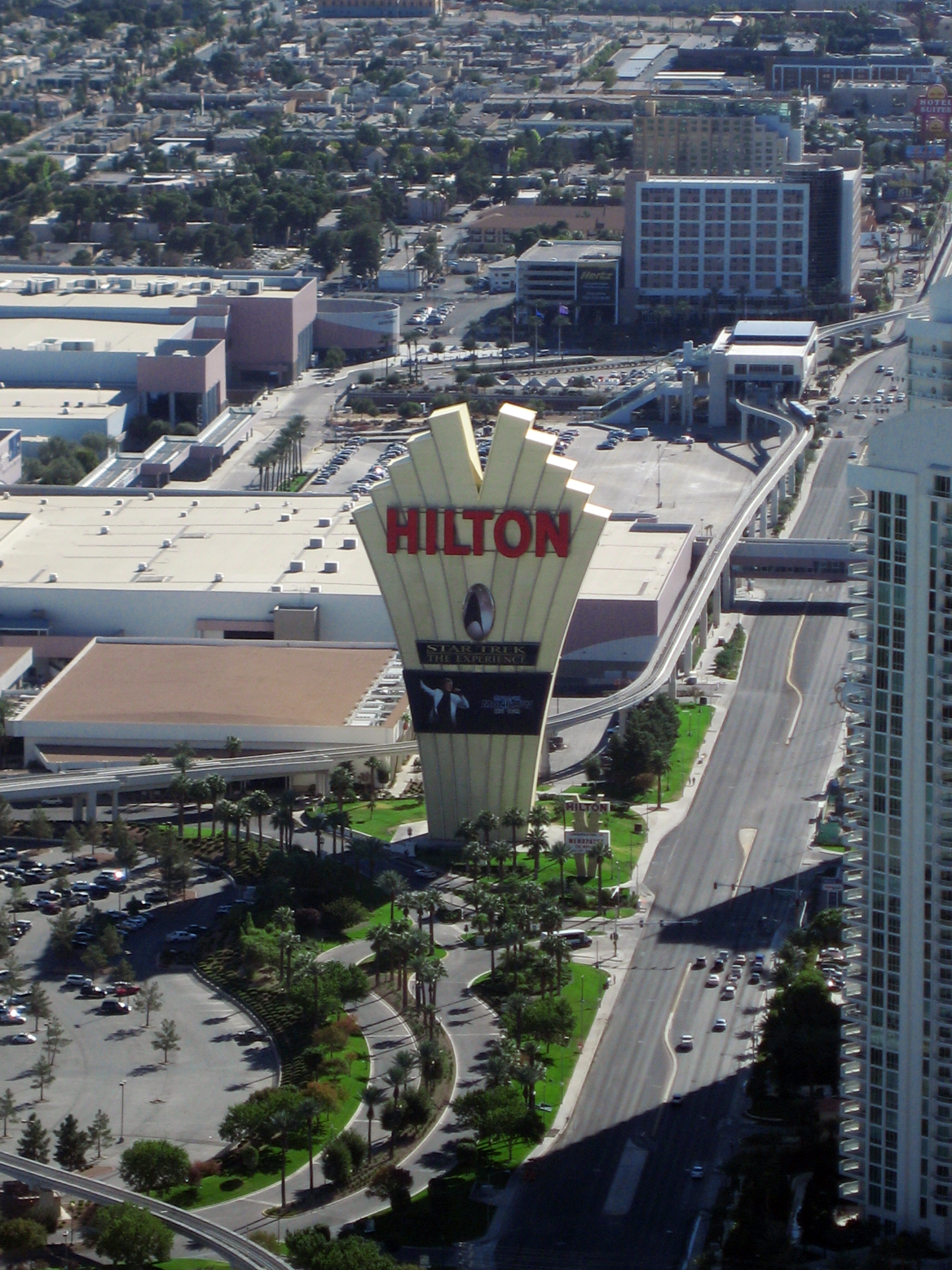
Das LVH-Zeichen ist mit 85 m Höhe das größte freistehende Zeichen weltweit
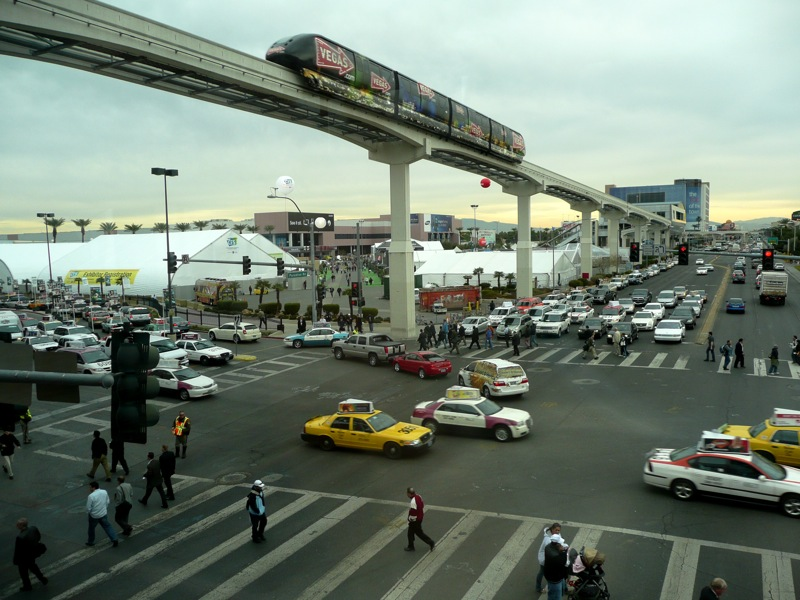
Die Station beim LVH